# Мангоче (округ)
Мангоче (англ. Mangochi) — округ в Южном регионе Малави. По состоянию на 2008 год в округе проживает 797 061 человек. Площадь территории составляет 6273 км² — 3-е место по площади среди округов страны. Административный центр — город Мангоче.

## География
На востоке граничит с Мозамбиком, на севере располагается озеро Ньяса, на западе с округом Нчеу, на востоке граничит с Мозамбиком. Главная водная артерия территории — река Шире.